# Jean-Marie Collot d’Herbois

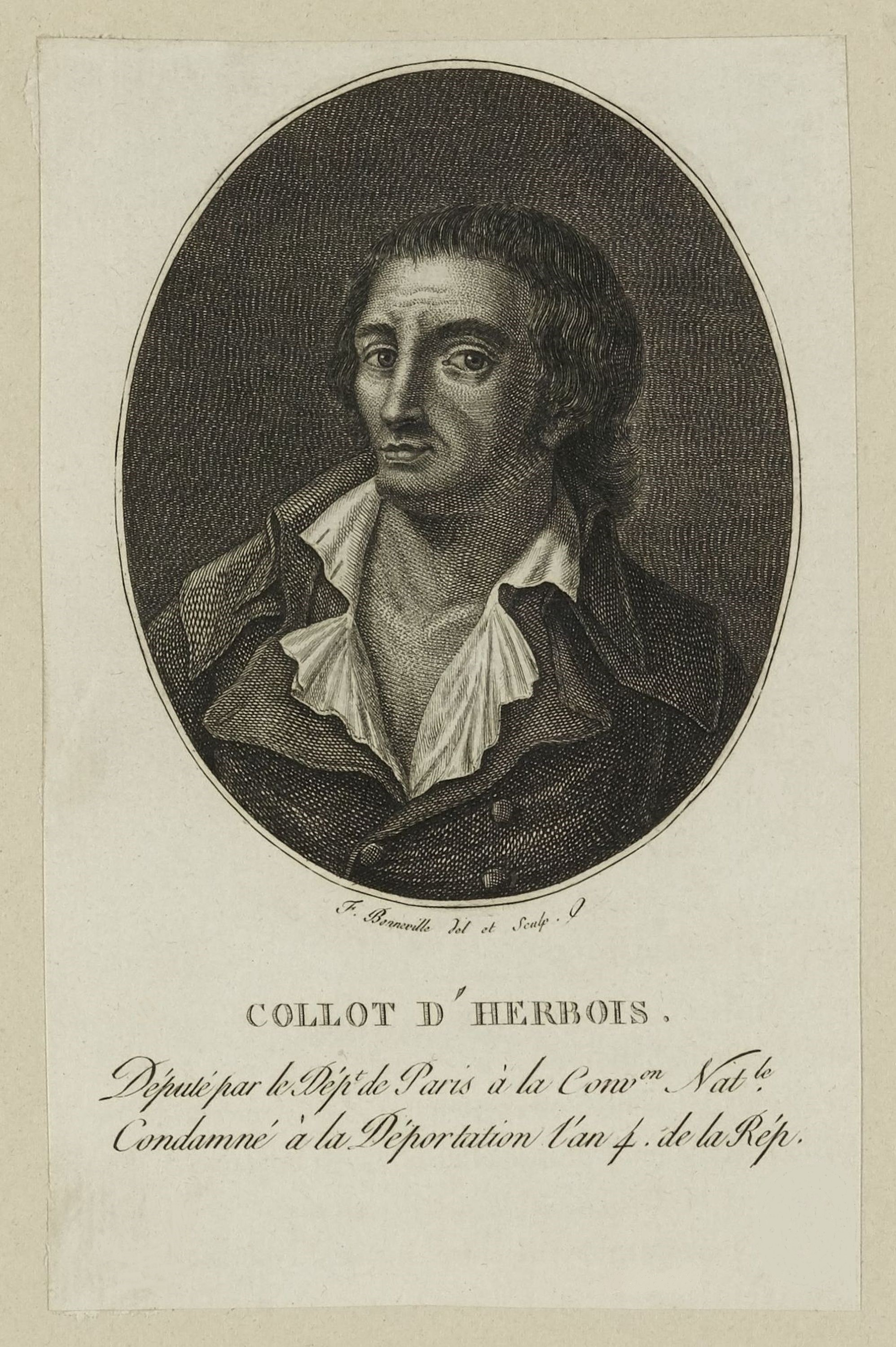
Jean-Marie Collot d’Herbois

Jean-Marie Collot d’Herbois (* 19. Juni 1749 in Paris; † 8. Juni 1796 in Cayenne, Französisch-Guayana) war ein französischer Revolutionär, Schauspieler, Dramatiker und Politiker. Er gehörte zu den führenden Rednern des Jakobinerclubs und war Mitglied des Nationalkonvents sowie des Wohlfahrtsausschusses. Als Gesandter (Représentant du peuple en mission) war er in mehreren Départements tätig.
Nationale Bekanntheit erlangte Collot d’Herbois zunächst als Autor eines Almanachs, der die Prinzipien der konstitutionellen Monarchie für die breite Bevölkerung verständlich machte. Während der Französischen Revolution trat er als Verteidiger zu Unrecht verurteilter Soldaten und als Verfechter der Rechte nicht-weißer Menschen in Erscheinung. Im September 1792 war er der Erste, der im Nationalkonvent die Abschaffung der Monarchie und die Einführung der Republik forderte. Er spielte eine maßgebliche Rolle im politischen Coup gegen Maximilien de Robespierre am 9. Thermidor II. (27. Juli 1794).
Nach der Machtübernahme der Thermidorianer wurde Collot d’Herbois zusammen mit Jacques Nicolas Billaud-Varenne, Bertrand Barère und Marc Guillaume Alexis Vadier für die Politik des Ausnahmezustandes des Jahres II. verantwortlich gemacht. Im Zuge der politischen Säuberungen gegen die verbliebenen Jakobiner und Montagnards wurde er nach dem Aufstand der Sansculotten 1795 ohne Prozess nach Französisch-Guayana deportiert. Dort erkrankte er schwer und starb am 20. Prairial IV (8. Juni 1796) im Militärkrankenhaus von Cayenne.

## Jugend und Theaterjahre (1749–1789)
Jean-Marie Collot wurde als Sohn des Pariser Goldschmieds Jacques-Gabriel Collot und seiner Ehefrau Jeanne-Agnès Hannen geboren. Über seine Kindheit und Jugendjahre ist wenig bekannt. Die frühere Annahme, er habe eine Ausbildung an einem Kollegium der Oratorianer erhalten, beruht vermutlich auf einer Verwechslung mit seinem späteren Kollegen im Wohlfahrtsausschuss, Jacques Nicolas Billaud-Varenne.
Im Jahr 1756 trennten sich Collots Eltern. Um seine Ehefrau auszuzahlen, musste Jacques-Gabriel Collot sein Eigentum verkaufen. Er arbeitete anschließend vermutlich wieder als Geselle. Aufgrund fehlender Quellen lässt sich nicht feststellen, wie sich das auf die Kinder des Paares auswirkte. Ebenso ist unklar, warum sich Jean-Marie um 1767 für eine Laufbahn als Schauspieler entschied. Der Schauspielerberuf war zu dieser Zeit mit sozialer Stigmatisierung verbunden. Wie damals üblich, nahm Collot einen Künstlernamen an und nannte sich ab 1770 d’Herbois. Er war für jeweils zwei bis vier Spielzeiten bei verschiedenen Theatertruppen in Frankreich engagiert und trat unter anderem in Bordeaux, Nancy, Marseille, La Haye und Rouen auf. Ab 1782 war er in Lyon als männlicher Hauptdarsteller fest engagiert. Aufgrund seines Talents erhielt er früh Hauptrollen und wurde sowohl vom Publikum als auch von der Kritik geschätzt.
Collot d’Herbois war jedoch in seinem Beruf nicht glücklich. In Briefen beschrieb er die Welt des Theaters als oberflächlich, unehrlich und von Intrigen geprägt; er litt unter dem Fehlen echter Freundschaften, unter seiner rechtlosen gesellschaftlichen Stellung als Schauspieler sowie unter der finanziellen Unsicherheit. Da er keine Unterstützung von seiner Familie erhielt, war seine wirtschaftliche Lage oft prekär.
Bereits früh begann Collot d’Herbois neben seiner Tätigkeit als Schauspieler eigene Theaterstücke zu verfassen, vermutlich in erster Linie mit dem Ziel, seine finanzielle Situation zu verbessern. Seine Stücke wurden erfolgreich aufgeführt und von der Kritik positiv aufgenommen. Die meisten wurden auch gedruckt und brachten ihm so zusätzliche Einnahmen. Sein Stück Lucie ou les parents imprudents führte 1777 in Montpellier zu einem Konflikt. Durch die darin enthaltene Kritik an sozialen Missständen fühlten sich höhere Beamte angegriffen. Als Collot sich weigerte, eine Entschuldigung auszusprechen, kam er vor Gericht und wurde zu sechs Wochen Haft verurteilt, nach deren Ablauf er die verlangte Entschuldigung abgab. Vermutlich förderten solche Erfahrungen seine Bitterkeit über die strengen gesellschaftlichen Hierarchien im Ancien Régime.

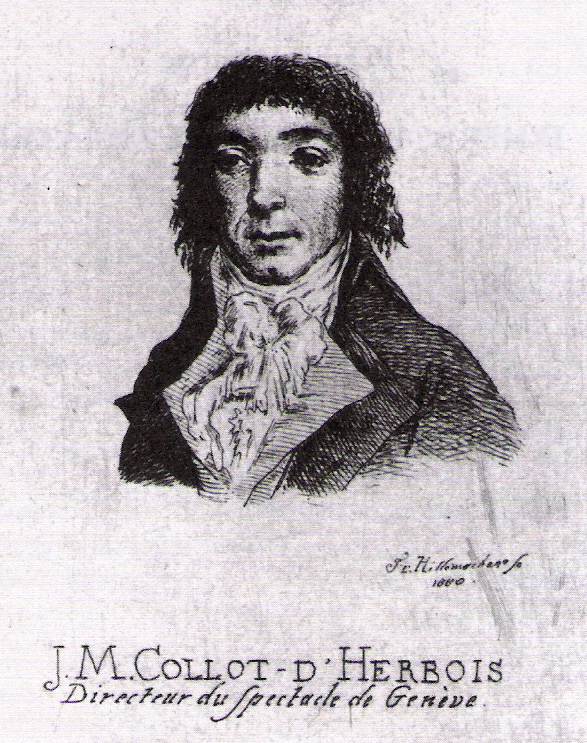
Jean-Marie Collot d’Herbois als Direktor in Genf (1880)

Von 1784 bis 1787 führte Collot d’Herbois zusammen mit René Desplace das „Théâtre de Neuve“ in Genf. Das Unternehmen erwies sich als schwierig: Das Theater hatte finanzielle Probleme und seine Arbeit wurde durch den in Genf sehr starken Einfluss der reformierten Kirche zusätzlich behindert. Das Konsistorium setzte beim Stadtrat religiös motivierte Verbote bestimmter Aufführungen durch, an den hohen Feiertagen musste das Theater mehrere Tage geschlossen bleiben, und die Truppe war verpflichtet, alle zwei Monate eine Benefizaufführung zugunsten des Krankenhauses zu geben. Zudem blieben die Besucherzahlen weit hinter den Erwartungen zurück, und die Kritiken für die Aufführungen fielen durchwachsen aus. Nach der unbefriedigenden Saison 1786/87 verließ Collot d’Herbois Genf und folgte einem Ruf an das Theater in Lyon.
Hier war er bereits als Schauspieler und Bühnenautor bekannt und beliebt und galt daher in den Augen der Verwaltung als idealer Kandidat für die Leitung des Theaters. Seine Jahre in Genf hatten ihm zudem wertvolle Erfahrung in der Theaterleitung verschafft. In Lyon, wo Collot d’Herbois von 1787 bis 1789 als Theaterdirektor tätig war, verfügte er über eine eingespielte, professionelle Truppe von etwa 60 Schauspielern und Schauspielerinnen, ein Orchester mit 30 Musikern, ein Ballettensemble mit 40 Tänzern sowie rund 30 weitere Angestellte und ein wesentlich höheres Budget als in Genf. Das Theater spielte fast täglich, die Aufführungen waren gut besucht und erhielten positive Kritiken. Allerdings belastete die hohe Zahl an Freikarten für Beamte und einflussreiche Persönlichkeiten der Lyoner Gesellschaft das Budget erheblich. Um die Kapazität des Theaters zu erhöhen, ließ Collot d’Herbois auf eigene Kosten eine vierte Logenreihe einbauen. Zudem erhielt er 1788 per königlicher Verordnung das Recht, die Eintrittspreise zu erhöhen, was das finanzielle Defizit in der zweiten Saison weitgehend ausglich. Als Collot d’Herbois Lyon 1789 verließ, verfügte er entgegen späterer Behauptungen über ein solides Vermögen und ein hervorragendes Renommee.

## Patriotisches Theater, „Almanach du père Gérard“ und erste Schritte in der Politik (1789–1792)
Nachdem sein Engagement in Lyon beendet war, kehrte Collot d’Herbois nach Paris zurück. Aufgrund der lückenhaften Quellenlage ist unklar, ob dies vor oder nach dem Sturm auf die Bastille am 14. Juli 1789 geschah. Spätestens im Oktober desselben Jahres hielt er sich jedoch nachweislich in der Stadt auf und betätigte sich weiterhin als Dramatiker. Insbesondere für das Théâtre de Monsieur schrieb er zwischen 1790 und 1792 zahlreiche Stücke, die ihm den Ruf eines patriotischen Autors einbrachten. Nationale Bekanntheit erlangte er, als sein Wettbewerbsbeitrag L’Almanach du père Gérard von einer Jury als pädagogisches Mittel zur Erklärung der konstitutionellen Monarchie ausgewählt wurde.
Die Société des Amis de la Constitution (der sogenannte Jakobinerclub) hatte am 20. September 1791 einen Wettbewerb ausgeschrieben, bei dem das beste patriotische Werk gekürt und anschließend in großer Zahl gedruckt sowie in den Provinzen verbreitet werden sollte. Das Ziel war, der Landbevölkerung, die kaum mit den Prinzipien einer konstitutionellen Monarchie vertraut war, deren Bedeutung, Funktion und Struktur verständlich zu machen. Collot d’Herbois wurde am 23. Oktober 1791 von einer Jury, der unter anderem Marie Jean Antoine Nicolas Caritat, Marquis de Condorcet und Henri Jean-Baptiste Grégoire angehörten, zum Sieger erklärt. Man würdigte insbesondere seine Ehrlichkeit, Eloquenz und seinen Ideenreichtum, mit denen er die Intention des Wettbewerbs „besser als alle anderen getroffen“ habe.
Collot d’Herbois’ Almanach du père Gérard war deutlich radikaler, als es oft in der historischen Forschung dargestellt wird. Darin sprach er sich ausdrücklich gegen die Unterscheidung zwischen „aktiven“ und „passiven“ Bürgern aus, forderte die Abschaffung der Sklaverei und setzte sich für die Rechte nicht-weißer Menschen ein. Zudem definierte er die Arbeitskraft der Arbeiter als heiligstes Eigentumsrecht und Fundament der Gesellschaft. Darüber hinaus enthielt das Werk eine deutliche Spitze gegen die kriegsbefürwortende Fraktion der Girondisten. Wie Maximilien Robespierre lehnte Collot d’Herbois eine Kriegserklärung an die europäischen Mächte, die am 20. April 1792 zum Ersten Koalitionskrieg führte, entschieden ab.
Die Verfassung von 1791 führte das Zensuswahlrecht ein: Nur „aktive Bürger“ – erwachsene Männer, die eine bestimmte Steuerquote entrichteten – erhielten das Wahlrecht und konnten an politischen Entscheidungen teilhaben. „Passive Bürger“, darunter ein Großteil der städtischen Arbeiter und Landbevölkerung, waren von diesen Rechten ausgeschlossen. Darüber hinaus war auch der Beitritt zur Nationalgarde, die in den ersten Revolutionsjahren eine zentrale sicherheitspolitische Rolle spielte, ausschließlich „aktiven Bürgern“ vorbehalten.
Die von Jean-Marie Collot d’Herbois vertretene Auffassung, dass die Arbeitskraft der Arbeiter als das „heiligste Eigentumsrecht und Fundament der Gesellschaft“ betrachtet werden sollte, stellt eine bemerkenswerte Perspektive innerhalb der sozialpolitischen Debatten während der Französischen Revolution dar. Während die Déclaration des droits de l’homme et du citoyen vom 26. September 1789 das Recht auf Eigentum als unveräußerlich erklärte, war damit vor allem der Besitz von Land oder Kapital gemeint – eine Vorstellung, die die arbeitende Bevölkerung weitgehend ausschloss. Collot d’Herbois stellte diesem traditionellen Eigentumsbegriff eine neue Definition entgegen: Für diejenigen, die kein materielles Eigentum besaßen, sei ihre Arbeitskraft ihr eigentliches und schützenswertes „Eigentum“. Damit rückte er die Rechte von Arbeitern und Handwerkern in den Fokus der politischen Diskussion und argumentierte, dass nicht der Besitz von Land oder Geld, sondern die produktive Tätigkeit eines Menschen den wahren gesellschaftlichen Wert ausmache.
Der kleine Almanach wurde ein großer Erfolg, von patriotischen Zeitungen gefeiert, in mehreren Auflagen gedruckt und auf Flämisch, Provenzalisch, Bretonisch sowie Englisch übersetzt.
Collot d’Herbois war seit Dezember 1790 Mitglied des Jakobinerclubs und spätestens ab März/April 1791 einer der Sekretäre der Gesellschaft. Er trat dort erstmals öffentlich in Erscheinung, als er am 20. März 1791 in einen heftigen Disput mit dem populären Georges Danton geriet. Collot d’Herbois lobte in dieser Sitzung des Clubs Bonnecarrère, der gerade zum königlichen Minister in Lüttich ernannt worden war. Danton wies diese Anerkennung scharf zurück, verwies auf die Problematik dieser Doppelfunktion als königlicher Minister und als Mitglied des Jakobinerclubs und warf ihm vor, „noch das Denken eines Sklaven des Ancien Régime“ zu haben. Collot d’Herbois, der vor der Revolution als Schauspieler weit weniger Privilegien besessen hatte als der Anwalt Danton, reagierte verständlicherweise empört. Der Streit eskalierte so weit, dass mehrere Zeitungen ausführlich und teils übertrieben darüber berichteten.
Einige Monate später übernahm Collot d’Herbois jenen Kampf, der ihm neben dem Almanach du père Gérard am meisten Ruhm einbringen sollte: die engagierte Verteidigung unterdrückter patriotischer Soldaten. Zwischen den Soldaten und adeligen Offizieren, die der Revolution oft feindlich gegenüberstanden, kam es zunehmend zu Spannungen und gewaltsamen Auseinandersetzungen. Als die Soldaten des Régiment de Bourgogne von einem Kriegsgericht zum Tode verurteilt wurden, setzte sich Collot d’Herbois vehement für ihre Begnadigung ein. Auch Angehörige des Régiment de Foix und des Régiment d’Alsace verteidigte er mit Nachdruck.
Sein größter und bekanntester Fall war jedoch der Schweizer Soldaten von Châteauvieux. Diese hatten sich im Sommer 1790 über die harte Disziplin beschwert und sich schließlich erhoben, um Rechenschaft über die Finanzverwaltung ihrer Regimenter zu fordern. Die Nationalversammlung, die eine Ausbreitung von Unruhen in der Armee fürchtete, erließ daraufhin ein Dekret, das die „Anführer“ der Bewegung mit der Todesstrafe belegte. Als die Schweizer sich widersetzten, wurden sie von Truppen unter dem Marquis de Bouillé niedergeschlagen, wobei viele getötet wurden. Die Überlebenden wurden hart bestraft: Im September 1791 verurteilte man 41 Soldaten zu 30 Jahren Galeerenstrafe in Brest, während neun weitere ohne weitere Verzögerung hingerichtet wurden. Collot d’Herbois übernahm die Verteidigung der zur Galeere Verurteilten und erwirkte im Januar 1792 ihre Amnestie. Diese Episode stärkte sein Ansehen unter den Patrioten erheblich, brachte ihm jedoch auch die Feindschaft royalistischer und girondistischer Kreise ein.
Im Juli 1792 war Collot d’Herbois zusammen mit Marie-Joseph Chénier, Louis Grégoire Deschamps Destournelles und Jean-Baptiste Baudrais als Vertreter der Section de la Bibliothèque an den Versammlungen der 48 Pariser Sektionen beteiligt. Diese ursprünglich gemäßigte Sektion radikalisierte sich zunehmend. Das Manifest des Herzogs von Braunschweig, das am 28. Juli 1792 in Paris bekannt wurde, trug zur weiteren Radikalisierung der städtischen Bevölkerung bei. Infolgedessen hob man die Unterscheidung zwischen „passiven“ und „aktiven“ Bürgern auf und gestattete nun allen Männern, sich zu bewaffnen und der Nationalgarde beizutreten. Am 6. August leitete Collot d’Herbois die Versammlung der Kommissare der Sektionen. Er war vermutlich am 9./10. August anwesend, als diese die Commune insurrectionnelle gründeten, auch wenn sein Name auf keiner offiziellen Liste verzeichnet ist. Hingegen gibt es keinerlei Hinweise auf eine aktive Beteiligung am Sturm auf die Tuilerien am 10. August 1792.
Am 11. August verteidigte Collot d’Herbois die überlebenden Schweizer Gardisten, die im Club der Feuillants inhaftiert waren, gegen die aufgebrachte Menge und rettete ihnen so das Leben.
Aufgrund seines Ansehens als aufrechter Patriot, seiner prominenten Rolle als Redner im Jakobinerclub sowie seiner Aktivitäten in seiner Sektion und der Commune insurrectionnelle wurde Collot d’Herbois einstimmig zum Präsidenten der Wahlversammlung von Paris bestimmt, die am 2. September 1792 zusammentrat. Drei Tage später erhielt er mit dem drittbesten Ergebnis – nach Maximilien Robespierre und Jérôme Pétion de Villeneuve – ein Mandat als Pariser Abgeordneter in der neu gebildeten Convention nationale. Es war Collot d’Herbois, der am 21. September 1792 die Motion zur Abschaffung der Monarchie einbrachte. Daraufhin erklärte die Convention kollektiv per Dekret, dass die Monarchie abgeschafft sei.
Es gibt hingegen keinerlei Hinweise auf eine Beteiligung Collot d’Herbois an den Septembermassakern, wie später zuweilen behauptet wurde. Ähnlich wie Robespierre und andere Abgeordnete verteidigte er jedoch nachträglich die beteiligten Volksmassen, indem er darauf verwies, dass es „ohne diesen Tag keine Freiheit, keine Convention nationale“ gegeben hätte.

## Abgeordneter des Nationalkonvents und Répresentants du peuple en mission (1792–1793)
Collot d’Herbois setzte sich als Abgeordneter besonders für soziale und wirtschaftliche Maßnahmen zugunsten der Sansculotten ein. Er befürwortete unter anderem die Unterdrückung von Lebensmittelhorten, Preiskontrollen, revolutionäre Steuern sowie Massenverhaftungen von Verdächtigen. Zudem sprach er sich im Jakobinerclub für die Todesstrafe für Emigranten aus, da viele von ihnen sich im Ausland konterrevolutionären Armeen anschlossen, gegen Frankreich agitierten und aktiv an der Wiederherstellung der Monarchie arbeiteten.
Während der Debatte über das Schicksal des ehemaligen Königs Ludwig XVI. befand sich Collot d’Herbois auf der ersten seiner vier aufeinanderfolgenden Missionen als Représentant du peuple en mission in Nizza. Nach seiner Rückkehr nach Paris gehörte er zu den Abgeordneten, die für die sofortige Hinrichtung („sans sursis“) des Königs stimmten.

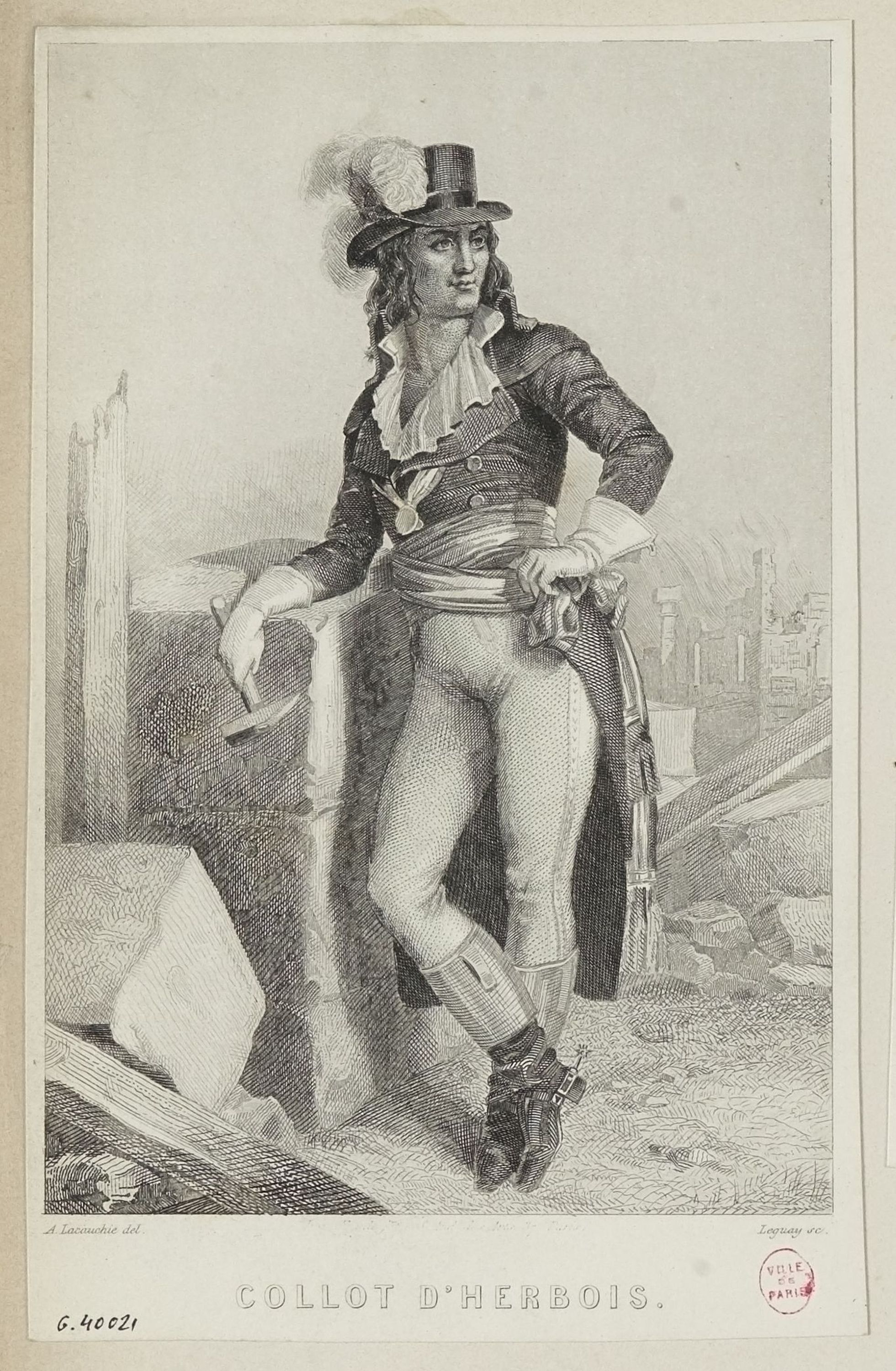
Collot d’Herbois als „Représentant en mission“

Es folgten weitere Einsätze in Nièvre und Loiret sowie in Aisne und Oise. Die Mission in Nièvre und Loiret diente vor allem der Umsetzung des Dekrets zur Masseneinberufung von 300.000 Soldaten. Jedes Département hatte, abhängig von seiner Bevölkerungszahl und abzüglich der bereits Freiwilligen, ein bestimmtes Kontingent zu stellen. Um die Rekrutierung reibungslos durchzuführen, entsandte der Nationalkonvent Représentants en mission in alle Départements. Neben der Überwachung der Einberufung mussten sich Collot d’Herbois und sein Kollege Antoine-François Laplanche mit der Neuorganisation der lokalen Behörden, der Versorgung der Truppen sowie der allgemeinen Lebensmittelversorgung befassen. Angesichts der Bedrohung durch Bürgerkrieg und die äußeren Feinde der Revolution spielte auch die Überwachung interner Gegner eine zentrale Rolle.
Dier die Lebensmittelversorgung wurde in Aisne und Oise zum Hauptthema seiner Mission. Am 1. August 1793 erhielt Collot d’Herbois zusammen mit Jacques Isoré, Jean Lejeune und Joseph-Marie Lequinio den Auftrag, das Dekret des Nationalkonvents zur Regulierung der Lebensmittelproduktion und des Handels umzusetzen. Da viele Abgesandte der Überzeugung waren, dass die Versorgungsprobleme durch das Horten von Lebensmitteln und Preisspekulationen verursacht wurden, ging man gegen Verdächtige äußerst rigoros vor.

## Mitglied im Wohlfahrtsausschuss (1793–1794)
Noch während sich Collot d’Herbois auf Mission in Aisne und Oise befand, wurde er in Abwesenheit in den Wohlfahrtsausschuss gewählt. Dieses Gremium, das zunächst aus neun, später aus zwölf Mitgliedern bestand, war im Frühjahr 1793 vom Nationalkonvent als legislatives Organ geschaffen worden, um die Republik gegen innere und äußere Bedrohungen zu verteidigen und politische Maßnahmen effizient umzusetzen. Der Wohlfahrtsausschuss stellte die Regierung Frankreichs im Ausnahmezustand dar. Er war für zentrale Staatsaufgaben wie Wirtschaft, Landwirtschaft, Militär, Kulte, Nachrichtenwesen und Bildung verantwortlich.
Die häufig vertretene These, dass Collot d’Herbois gemeinsam mit Billaud-Varenne als „Mann des Volkes“ in den Ausschuss gewählt wurde, basiert vor allem darauf, dass ihre Ernennung kurz nach dem Aufstand der Pariser Sansculotten vom 4. und 5. September 1793 erfolgte. Dies wurde in der traditionellen Historiografie oft als politisches Zugeständnis an die Sansculotten und die Hébertisten interpretiert – eine radikale revolutionäre Strömung um den Journalisten Jacques-René Hébert, die besonders stark auf soziale Gleichheit, Enteignungen und scharfe Maßnahmen gegen „Verdächtige“ drängte. Der Historiker Michel Biard rät dazu, dies differenziert zu betrachten. Im Gegensatz zu Billaud-Varenne sei Collot d’Herbois nicht an den Septemberereignissen beteiligt gewesen. Zudem seien zeitgleich auch Danton und François Omer Granet ernannt worden, die kaum auf Druck der Hébertisten gewählt worden sein dürften.
Im Wohlfahrtsausschuss war Collot d’Herbois zusammen mit Billaud-Varenne vor allem für die umfangreiche Korrespondenz mit den Représentants en mission, den Behörden sowie den Clubs et sociétés populaires zuständig. In dieser Rolle bewies er sich als effizienter, sorgfältiger und unermüdlicher Arbeiter, der sich stets für die Einheit des Wohlfahrtsausschusses und des Nationalkonvents einsetzte. Nach Ansicht des amerikanischen Historikers R. R. Palmer zeichnete sich Collot d’Herbois dabei durch eine außergewöhnliche Loyalität gegenüber seinen Kollegen aus – er griff sie nie öffentlich an, stellte ihre Entscheidungen nicht infrage und stand selbst dann hinter kollektiven Beschlüssen, wenn er persönlich eine andere Meinung vertrat. Zwar hatte jeder im Ausschuss eigene Schwerpunkte, doch die Arbeitsbereiche waren nicht strikt getrennt, und jedes unterzeichnete Dokument wurde kollektiv verantwortet. Die Mitglieder des Comité arbeiteten meist 15 bis 18 Stunden täglich unter hohem psychischen und emotionalen Druck, besonders stark belastet waren neben Collot d’Herbois auch Billaud-Varenne, Lazare Carnot, Robert Lindet, Barère und Claude-Antoine Prieur-Duvernois (dit de la Côte-d’Or). Die enorme Arbeitslast wurde durch die krisenhafte Lage der Republik noch verstärkt: Der anhaltende Krieg an den Außengrenzen, blutige Bürgerkriege im Inneren, ein forderndes und oft hungerndes Volk, die Aktivitäten ausländischer Spione sowie die zunehmende Nahrungsmittelkrise setzten den Wohlfahrtausschuss unter ständigen Druck. Besonders erschwerend war zudem, dass es keinen Erfahrungsraum für eine Republik gab – weder für die Regierung selbst noch für die Bevölkerung, die erstmals politische Verantwortung trug. Die Pariser Sektionen forderten mit wachsender Vehemenz wirtschaftliche Maßnahmen und ein entschlossenes Vorgehen gegen die Feinde der Revolution. Oft mit einer Radikalität, die auch bis zur Gewalt gegen die Abgeordneten selbst reichte.

## Die Mission in Lyon (1793)
Lyon war als zweitgrößte Stadt Frankreichs zugleich eines der wichtigsten wirtschaftlichen Zentren, insbesondere für die Seidenindustrie. Die wirtschaftlichen Probleme hatten sich durch die Revolution weiter verschärft – Inflation und Arbeitslosigkeit nahmen zu, sodass viele Händler und Industrielle unzufrieden mit den radikalen sozialen Maßnahmen der Regierung waren, die vor allem die ärmsten Schichten der Bevölkerung unterstützte.
Zudem war die bis zum Frühsommer 1793 führende Partei der Girondisten in Lyon stärker vertreten als die Jakobiner. Nachdem die Pariser Kommune während des Aufstands der Pariser Sansculotten vom 31. Mai bis zum 2. Juni 1793 den Nationalkonvent unter Druck gesetzt hatte, die führenden Girondisten zu entmachten und vor das Revolutionstribunal zu stellen, löste dies in Lyon große Empörung aus. Der radikale Jakobiner und Anführer der Sansculotten in Lyon, Joseph Chalier, war bereits zuvor äußerst umstritten gewesen. Seine Forderungen nach Zwangsabgaben für Wohlhabende und Massenverhaftungen von Gegnern machten ihn zum Feind der städtischen Eliten. Am 29. Mai 1793 wurde er mit seinen Anhängern verhaftet und am 17. Juli 1793 hingerichtet.
Die Stadtregierung Lyons, aufgewiegelt durch geflüchtete Girondisten, die ein Schreckensbild eines von Sansculotten beherrschten, in Anarchie versinkenden Paris mit einem angeblich zerschlagenen Nationalkonvent zeichneten, erklärte ihren Widerstand gegen die zentralistische Regierung in Paris. Gleichzeitig brachen auch in Marseille, Bordeaux, Avignon, Nîmes und Caen Aufstände gegen die Diktatur des Wohlfahrtsausschusses aus, was die Stabilität der noch jungen Republik bedrohte. Lyon rekrutierte eine eigene Armee unter der Führung des Comte de Précy. Am 12. Juli 1793 wurde Lyon offiziell zur „rebellischen Stadt“ erklärt, und die Regierung entsandte eine Revolutionsarmee unter François-Christophe Kellermann, später unter Claude Javogues und Edmond Louis Alexis Dubois-Crancé, um die Stadt zu belagern. Die Belagerung dauerte von August bis zum 9. Oktober 1793, als Lyon schließlich kapitulierte. Ein Hilfegesuch an royalistische Truppen in Toulon war zuvor gescheitert.
Da die Republik weiterhin mit Krieg an den Außengrenzen, inneren Aufständen und dem Verrat in Toulon – wo der bedeutende Kriegshafen an die britische und spanische Marine übergeben worden war – konfrontiert war, beschloss der Nationalkonvent, in Lyon ein Exempel zu statuieren. Der Name der Stadt wurde in „Ville-Affranchie“ („Befreite Stadt“) geändert, und am 21. Vendémiaire Jahr II (11. Oktober 1793) wurde ein Dekret mit den berühmten Worten erlassen: „Lyon n’est plus.“ („Lyon existiert nicht mehr.“) Das Dekret sah die Zerstörung der Häuser reicher Industrieller, die Wiederherstellung der revolutionären Ordnung und die Hinrichtung aller am Aufstand Beteiligten vor. Georges Couthon, Mitglied des Wohlfahrtsausschusses, wurde zunächst mit der Umsetzung dieser Maßnahmen beauftragt. Allerdings gelang es ihm nicht, die von der Regierung erwarteten Konsequenzen durchzusetzen. Am 9. Brumaire Jahr II (30. Oktober 1793) wurden daher Collot d’Herbois und Joseph Fouché als Représentants en mission nach Lyon entsandt, um die Maßnahmen des Nationalkonvents energischer durchzuführen. Später folgten ihnen die Représentants Antoine-Louis Albitte und François Sébastien Christophe Delaporte.
Um das Dekret der Regierung umzusetzen, mussten die vier Représentants en mission in Lyon nahezu aus dem Nichts verschiedene Verwaltungen und Kommissionen schaffen. Die am 20. Brumaire Jahr II (10. November 1793) eingesetzte Commission temporaire de surveillance républicaine war mit der Umsetzung der Regierungserlasse, der Überwachung der lokalen Behörden, der Durchführung von Sicherheitsmaßnahmen sowie der Lebensmittelversorgung und dem Wiederaufbau der Stadt betraut. Die Kommission, die in drei Sektionen gegliedert war, unterstand theoretisch der Kontrolle der Abgesandten.
Die Lage in Lyon war nach der Belagerung jedoch äußerst chaotisch. Neben der Wiederherstellung der Ordnung und der Bestrafung der Aufständischen mussten die Versorgung der Bevölkerung gesichert und neue Sicherheitsstrukturen geschaffen werden. Gleichzeitig erhöhten der Nationalkonvent und der Wohlfahrtsausschuss den Druck auf die Représentants en mission, die Maßnahmen zu beschleunigen. Die Vielzahl der Aufgaben führte dazu, dass sie schnell den Überblick über alle getroffenen Entscheidungen verloren. Dadurch erhielt die Commission temporaire ein erhebliches Maß an Autonomie, sodass für viele ihrer Handlungen erst im Nachhinein die Verantwortung von den Abgesandten übernommen wurden.
Trotz dieser komplexen Lage zeigte sich Collot d’Herbois später in den politischen Angriffen des Jahres III als loyal gegenüber seinen Untergebenen. Er verteidigte sie, übernahm die volle Verantwortung für ihr Handeln und weigerte sich, sie als Sündenböcke zu opfern:

« … d’en rejeter aucune part sur les patriotes formant la commission temporaire, qui nous aidaient dans nos travaux. Se rejeter sur les agents secondaires, alors qu'on est attaqué ; sacrifier les hommes dont on a mis le zèle et le courage en réquisition ; les exposer aux coups, pour se soustraire soi-même à la calomnie et aux persécutions : c’est une indigne ressource. Mourir cent fois, plutôt que d’avoir recours à de tels subterfuges. »

„… keinen Teil davon auf die Patrioten, die den zeitweiligen Ausschuß bildeten und uns bei unserer Arbeit unterstützten, abwälzen. Sich auf die sekundären Agenten verlassen, während man angegriffen wird; die Männer opfern, deren Eifer und Mut man requiriert hat; sie den Schlägen aussetzen, um sich selbst der Verleumdung und den Verfolgungen zu entziehen: das ist ein unwürdiges Mittel. Hundertmal sterben, anstatt zu solchen Ausflüchten zu greifen.“

Schließlich wurde eine Revolutionskommission eingesetzt, die die Beurteilung der Schuld der Aufständischen übernahm und das Revolutionstribunal entlasten sollte. Diese Kommission besaß große autonome Entscheidungsbefugnisse und war nicht verpflichtet, den Représentants en mission über Verhaftungen oder Urteile im Vorfeld Bericht zu erstatten. Zusätzlich führten Konflikte zwischen den Kommissionen und dem Revolutionsgericht dazu, dass Collot d’Herbois und seine Kollegen neben allen anderen Aufgaben auch schlichtend eingreifen mussten. Die Ankunft der Pariser Revolutionsarmee, die von Collot d’Herbois als Entlastung und Sicherung der Maßnahmen, sehnlichst erwartet wurde, läutete die blutigste Phase der Bestrafung der aufständischen Stadt ein. Die Regierung drang darauf, dass die Repressionen beschleunigt werden müssten.

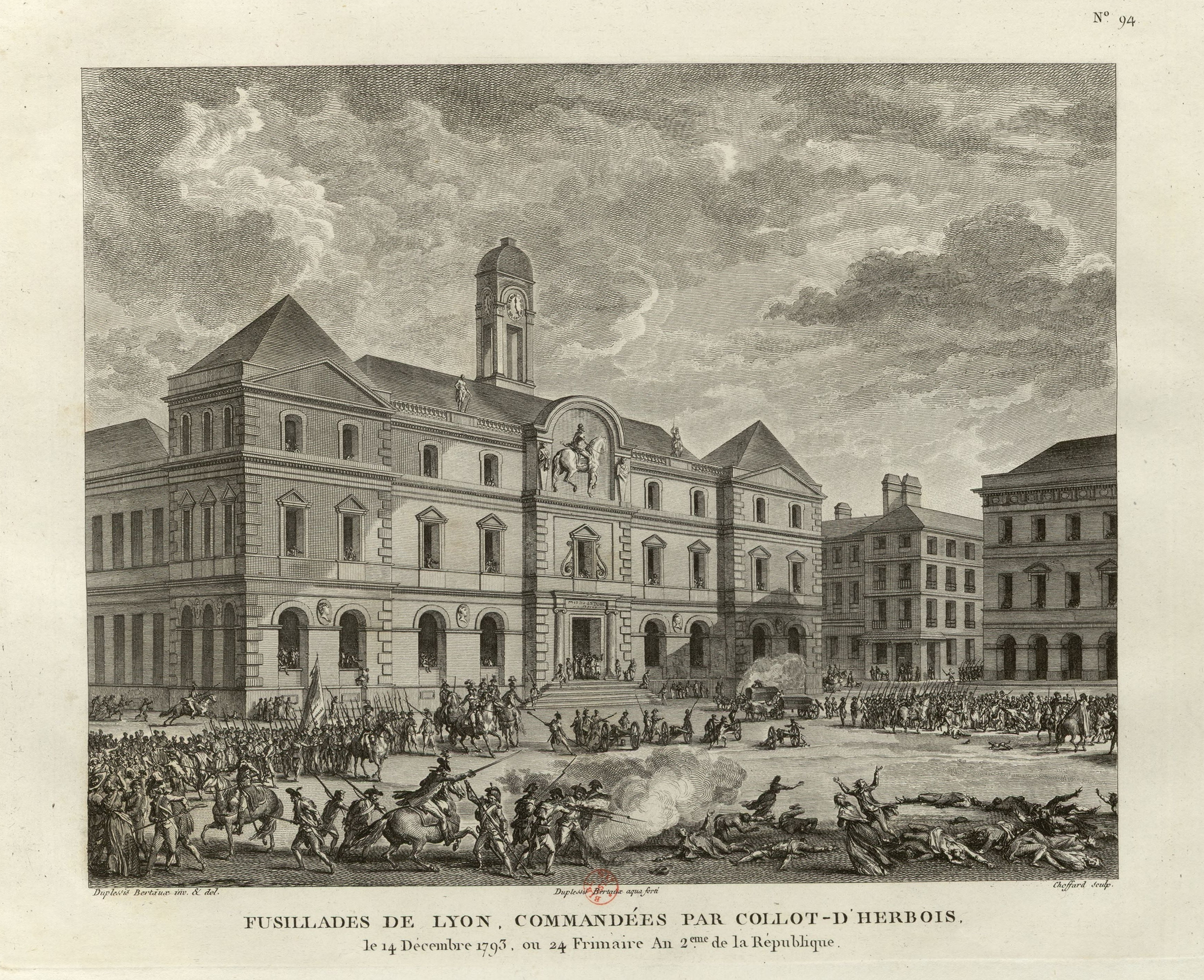
Die Darstellung war Teil der späteren Propaganda und zeigt eine fiktive Szene. Die Hinrichtungen fanden in Brotteaux und nicht vor dem „Hôtel der ville“ statt. Collot d’Herbois war nicht anwesend und hat die Erschießungen auch nicht kommandiert (Fusillades de Lyon, commandées par Collot-d’Herbois : le 14 Décembre 1793, ou 24 Frimaire An 2.eme de la République)

Am 14. und 15. Frimaire (4. und 5. Dezember 1793) wurden in Brotteaux insgesamt 268 Personen hingerichtet, indem sie mit Kanonen beschossen wurden, die mit Artilleriemunition geladen waren – die Guillotine, mit der in Paris echte und vermeintliche Gegner der Revolution hingerichtet wurden, versprach nicht jene rasche Bestrafung der Aufständischen, die per Dekret von ihren Abgesandten erwartet wurde. Diese Art der Massenexekution wurde später Collot d’Herbois zugeschrieben, doch die Idee dazu hatte vor dessen Ankunft in Lyon bereits Antoine-Louis Albitte am 26. Oktober 1793 vorgeschlagen. Da sich jedoch zeigte, dass diese Art der Exekution ineffizient war – viele Verurteilte mussten dennoch erschossen oder mit Säbeln getötet werden – fand sie keine Wiederholung.
Nach den Massakern in Brotteaux reiste eine Delegation aus Lyon nach Paris, um sich beim Nationalkonvent über die Strenge der Maßnahmen zu beschweren. Collot d’Herbois begab sich in Absprache mit seinen Kollegen ebenfalls nach Paris, um die ergriffenen Maßnahmen zu verteidigen. Die oft wiederholte Theorie, dass Robespierre ihn aus Empörung über die Hinrichtungen zurückrief, hält der Historiker Michel Biard für unwahrscheinlich, da sowohl Robespierre als auch der Wohlfahrtsausschuss durch regelmäßige Berichte von Collot d’Herbois und Fouché stets über das Vorgehen informiert waren. Robespierre war zudem durch Briefe Collot d’Herbois persönlich über Umstände und Maßnahmen unterrichtet worden. Sowohl Berichte wie Briefe zeigen, dass die Abgesandten wussten, dass die Regierung von ihrer Seite rigorose Maßnahmen erwartete und sie unter Druck standen dieser Erartung gerecht zu werden. Sie waren nach Ansicht des australischen Historikers Paul Mansfield die Handlanger, nicht die Planer.
Am 1. Nivôse Jahr II (21. Dezember 1793) kehrte Collot d’Herbois nach Paris zurück. Ein großer Menschenzug geleitete ihn von der Bastille zu den Tuillerien, wo der Nationalkonvent tagte. Mit ihm zog eine Delegation Lyoner Sansculotten, die die sterblichen Überreste Chaliers mit sich führte. Vor dem Nationalkonvent verteidigte Collot d’Herbois die Maßnahmen der Lyoner Représentants en mission: Die Stadt sei weiterhin von Konterrevolutionären durchsetzt, die Strenge der Maßnahmen sei daher notwendig gewesen. Mitleid sei hier ganz fehl am Platz:

„Was sind das für Menschen, die Tränen übrig haben, um über die Leichen der Freiheitsfeinde zu weinen, während das Herz der Patrioten blutet?“

Seine Stellungnahme wurde einstimmig angenommen. Eine propagandistische Radierung aus dem Jahr 1793 zeigte Collot d’Herbois in der Siegerpose des Erzengels Michael, wie er gemeinsam mit der Allegorie der Gerechtigkeit, das Schwert in der Hand, seinen Fuß auf die besiegten Feinde von Lyon setzt: einen Aristokraten und einen Bankier; ein „fanatischer“ Mönch duckt sich ins Dunkel. Die Verse darunter bekräftigen, Collot d’Herbois’ Terror habe nur die Privilegierten betroffen. Hébert jubelte im Père Duchesne:

« Heureusement, foutre, l’intrépide défenseur de la sans-culotterie, le brave Collot d’Herbois est arrivé pour débrouiller toute l’intrigue. Le géant a paru et tous les nains qui asticotaient les meilleurs patriotes sont rentrés cent pieds sous terre. »

„Zum Glück, verdammt noch mal, kam der unerschrockene Verteidiger der Sansculotterie, der tapfere Collot d’Herbois, um die ganze Intrige zu entwirren. Der Riese erschien, und all die Zwerge, die die besten Patrioten ärgerten, verzogen sich hundert Fuß unter die Erde.“

Der spätere Vorwurf, Collot d’Herbois habe seinen Bericht nicht vorher dem Wohlfahrtsausschuss vorgelegt – wie sein Kollege im Comité Bertrand Barère in seinen Memoiren behauptete –, wird durch seine nachgewiesene Anwesenheit in der Sitzung vom 29. Frimaire (19. Dezember 1793) widerlegt. Auch seine Kollegen im Wohlfahrtsausschuss, in deren Auftrag er und die anderen Gesandten gehandelt hatten, erhoben keine Einwände gegen die durchgeführten Maßnahmen.

## Kampf der Faktionen, Attentat und zunehmende Spannungen im Comité de salut public (1794)
Collot d’Herbois kehrte nicht nach Lyon zurück. Während seiner Abwesenheit hatte sich der politische Konflikt zwischen den radikalen Gruppen in Paris weiter zugespitzt. Er verhielt sich auch in der sich abzeichnenden Auseinandersetzung zwischen den Dantonisten und den Enragés und Hébertisten als konsequenter Vertreter des Wohlfahrtsausschusses, suchte jedoch lange nach einem gemäßigten Kurs, der die Einheit der Patrioten erhalten würde. Seine Angriffe auf Camille Desmoulins blieben vergleichsweise mild, obwohl dieser mit seiner Zeitung Le Vieux Cordelier scharfe Kritik an der Regierung und insbesondere an den radikaleren Jakobinern übte. Desmoulins griff den Wohlfahrtsausschuss öffentlich an, wodurch er sich zur Zielscheibe für jene machte, die in der Stabilität der revolutionären Ordnung die oberste Priorität sahen. Trotz dieser Angriffe hielt sich Collot d’Herbois mit persönlichen Attacken zurück und plädierte weiterhin für Einigkeit unter den Patrioten. Ein letzter Versuch, die inneren Spannungen zu entschärfen, war sein Besuch einer Delegation des Club des Cordeliers, die Collot d’Herbois anführte. Kurzzeitig schien dies erfolgreich, doch als die Enragés erneut Drohungen gegen die Regierung richteten, stellte sich Collot d’Herbois klar hinter die Entscheidung des Wohlfahrtsausschusses, Jacques Hébert, François-Nicolas Vincent, Charles-Philippe Ronsin und weitere Anführer anzuklagen und hinrichten zu lassen. Kurz darauf überzeugten Collot d’Herbois und Billaud-Varenne mit Hilfe des Sicherheitsausschusses den zögernden Robespierre davon, gegen Danton, Desmoulins und die anderen angeblichen Indulgents („Nachgiebigen“) vorzugehen: In der Nacht zum 10. Germinal (30. März) 1794 wurden sie inhaftiert und nach einem Scheinprozess hingerichtet. Nach Ansicht des französischen Historikers Marcel Gauchet war es Collot d’Herbois dabei darum gegangen, den Schlag gegen die linken Hébertisten durch Ausschaltung der prominentesten rechten indulgents auszugleichen.

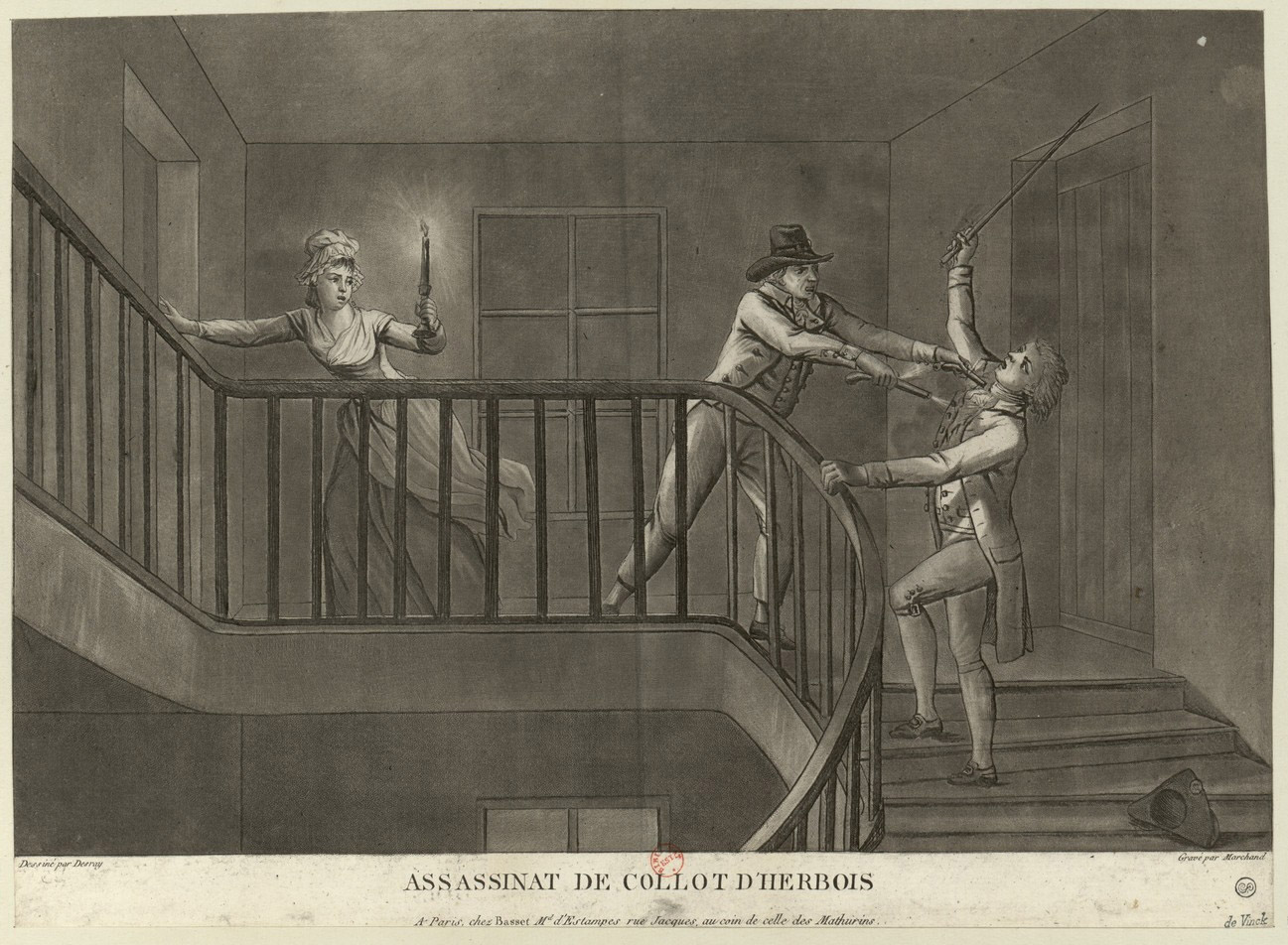
Attentat auf Collot d’Herbois durch Admirat

Am 4. Prairial Jahr II (23. Mai 1794) versuchte ein Mann namens Admirat Collot d’Herbois zu erschießen. Eigentlich hatte dieser es auf Robespierre abgesehen, konnte ihn jedoch nicht ausfindig machen und entschied sich stattdessen, ein anderes Mitglied des Wohlfahrtsausschusses anzugreifen. Collot d’Herbois wurde nur leicht verletzt, doch das Attentat, das ihn beinahe zum Märtyrer der Republik gemacht hätte, steigerte sein Ansehen erheblich. Zusammen mit der Ermordung Jean-Paul Marats und einem Mordanschlag auf Robespierre bildete das Attentat auf Collot d’Herbois den Anlass für die Verschärfung der Terrorherrschaft, die Grande Terreur. Robespierre vermutete, hinter den drei Attentaten stecke eine gewaltige Verschwörung um den teuflischen Baron de Batz. Nach einer dreitägigen Untersuchung wurden 44 Personen guillotiniert, alle in rote Hemden gekleidet, die sie als Vatermörder kennzeichneten.
In den folgenden Wochen nahmen die Spannungen und der Druck auf die Regierung weiter zu. Der Krieg verlief nicht zufriedenstellend, die Bevölkerung war mit der Nahrungsmittelversorgung, den sinkenden Löhnen, den steigenden Preisen und der sich abzeichnenden Staatspleite zunehmend unzufrieden und forderte schärfere Maßnahmen gegen Spekulanten und Verräter. Zudem waren viele aufständische Regionen, darunter die Vendée, die Bretagne, das Dauphiné, das Rhône-Tal und die Normandie, weiterhin nicht vollständig unter Kontrolle.
In dieser kritischen Lage waren mindestens fünf der elf Mitglieder des Wohlfahrtsausschusses abwesend: Jean Bon Saint-André befand sich in Brest, Pierre-Louis Prieur (dit de La Marne) auf Mission und sowohl Couthon wie auch Robespierre waren über längere Phasen krank. Die verbliebenen Mitglieder – Collot d’Herbois, Billaud-Varenne, Carnot, Lindet, Barère und Prieur-Duvernois – arbeiteten bis zu 18 Stunden täglich, um die Regierungsaufgaben aufrechtzuerhalten.
Gleichzeitig verschärften sich die Konflikte zwischen den beiden zentralen Regierungskomitees, dem Wohlfahrtsausschuss und dem Sicherheitsausschuss. Der Hauptstreitpunkt war die Einrichtung eines eigenen Polizeibüros innerhalb des Wohlfahrtsausschusses durch Robespierre, Saint-Just und Couthon, was von vielen als Kompetenzüberschreitung wahrgenommen wurde. Zusätzlich kam es zu Spannungen innerhalb des Wohlfahrtsausschusses: Collot d’Herbois und Billaud-Varenne kritisierten Robespierres Eingriffe in die Pariser Sektionen und Verhaftungen in der Sektion de l’Indivisibilité, Carnot und Louis Antoine de Saint-Just gerieten in ständigen Streit über die Kriegsführung, Robespierre warf Carnot vor, durch die Verlegung von vier Artilleriekompanien von Paris an die Front die Sicherheit der Hauptstadt gefährdet zu haben, viele Mitglieder beider Komitees standen dem neuen Kult des höchsten Wesens skeptisch gegenüber, da sie atheistisch geprägt waren und das Gesetz vom 22. Prairial wurde als Alleingang von Robespierre und Couthon empfunden.
Nach einem Eklat, bei dem Robespierre den Wohlfahrtsausschuss verlassen und geschworen hatte, nie wieder einen Fuß hinein zu setzen, kam es am 5. Thermidor II (23. Juli 1794) zu einer Versöhnungssitzung. Dabei schienen sich die Mitglieder beider Ausschüsse weitgehend zu einigen. Billaud-Varenne versicherte Robespierre, dass sie nach wie vor alle Freunde seien. Robespierre erklärte sich zur weiteren Zusammenarbeit bereit. Saint-Just erhielt den Auftrag, dem Nationalkonvent einen Bericht über die bestehenden Probleme in den Ausschüssen und mögliche Lösungen vorzulegen. Robespierre blieb jedoch misstrauisch und war überzeugt, dass sich die anderen Mitglieder mit zurückgerufenen Représentants en mission wie Fouché, Paul Barras, Louis-Marie Stanislas Fréron und Jean Lambert Tallien gegen ihn verschworen hatten. Er glaubte nicht mehr an die Einheit der Revolutionäre und war überzeugt, dass es im Nationalkonvent keine wahren Montagnards mehr gebe.

## Collot d’Herbois am 9. Thermidor II
Misstrauisch, erschöpft und irritiert über Angriffe von Abgeordneten, die ihn lächerlich machen wollten, brach Robespierre den am 5. Thermidor (23. Juli) vereinbarten Frieden. In seiner Rede am 8. Thermidor (26. Juli 1794) forderte er vor dem Nationalkonvent die Säuberung beider Regierungskomitees. Doch die Versammlung stimmte dagegen, seine Rede drucken zu lassen und beschloss stattdessen, dass die Anschuldigungen erst von den Ausschüssen selbst geprüft werden sollten.
Robespierre sah sich durch diese Entscheidung in seinem Misstrauen bestätigt und wiederholte seine Rede am Abend im Jakobinerclub. Collot d’Herbois, der zusammen mit Billaud-Varenne anwesend war, wollte das Wort ergreifen, um sich und die anderen Mitglieder des Wohlfahrtsausschusses gegen Robespierres Anschuldigungen zu verteidigen. Doch er musste feststellen, dass er von der aufgebrachten Menge der Robespierre-Anhänger niedergebrüllt wurde.
Seine Worte, dass Robespierre feststellen würde, wie unbegründet seine Vorwürfe seien, wenn er in den letzten vier Wochen auch nur einmal im Wohlfahrtsausschuss gewesen wäre, fanden keine Wirkung. Ebenso wenig sein Appell an Einheit und Freundschaft. Selbst als Collot d’Herbois darauf verwies, dass er, der bei einem Attentat beinahe zum Märtyrer der Republik geworden war, kaum ein Verräter sein konnte, zeigte dies keine Wirkung. Stattdessen wurden er und Billaud-Varenne verspottet, beschimpft, mit der Guillotine bedroht, körperlich angegriffen und schließlich aus dem Club geworfen. Aufgebracht begaben sich die beiden zurück in den Wohlfahrtsausschuss, wo sie auf Saint-Just trafen, der unwissend an seinem Bericht arbeitete. Collot d’Herbois attackierte ihn heftig, überzeugt davon, dass Saint-Just über Robespierres Vorgehen Bescheid wusste und bereits ihre Anklage vorbereitete. Die anderen anwesenden Mitglieder des Wohlfahrtsausschusses forderten Saint-Just auf, ihnen den Bericht am nächsten Morgen vorzulegen, bevor er ihn im Nationalkonvent verlas. Doch Saint-Just, zutiefst irritiert über die, aus seiner Sicht, unprovozierten Angriffe, entschied sich, seinen Bericht nicht wie vereinbart vorzulegen. Stattdessen marschierte er am Morgen des 9. Thermidor direkt in den Nationalkonvent und begann seine Rede, während seine Kollegen im Sitzungsraum noch auf ihn warteten.
Als die Mitglieder des Wohlfahrtsausschusses bemerkten, dass Saint-Just bereits im Nationalkonvent sprach, sahen sie ihre Befürchtung bestätigt: Robespierre und seine Anhänger schienen gemeinsam mit der Kommune von Paris einen Staatsstreich vorzubereiten. Sofort eilten sie in den Sitzungssaal, wo Tallien gerade das Wort ergriff und Saint-Justs Rede unterbrach. Collot d’Herbois, der als amtierender Präsident des Nationalkonvents seit 9 Uhr auf seinem Platz saß, erkannte erst in diesem Moment, dass Saint-Just sein Versprechen gebrochen hatte. Daraufhin unterstützte er die Angriffe und Anträge gegen Robespierre, indem er dessen Anhängern hartnäckig das Wort verweigerte und stattdessen Billaud-Varenne und Tallien den Vortritt ließ, die in rascher Folge die Robespierristen heftig attackierten und die Angst vor einem geplanten Aufstand, der sich gegen den Nationalkonvent richten sollte, schürten. Gerade ersterer dürfte nach den Ereignissen des Vorabends im Jakobinerclub und Saint-Justs gebrochenem Versprechen, das wie ein gezieltes Manöver wirkte, endgültig überzeugt gewesen sein, dass Robespierre und seine Anhänger einen Staatsstreich gegen die Convention planten.
Die Sitzung entwickelte eine turbulente Eigendynamik, mit der wahrscheinlich keiner der Anwesenden gerechnet hatte. Die verschiedenen Unzufriedenen aller Fraktionen – ehemalige Dantonisten, zurückgerufene Gesandte, die eine Anklage fürchteten, Mitglieder der Ausschüsse, enttäuschte Vertreter der Plaine – arbeiteten nun zusammen. Alle Dämme brachen. Schließlich stellte der Abgeordnete Louchet den Antrag, Robespierre und seine engsten Verbündeten verhaften zu lassen. Der Nationalkonvent stimmte zu.
Während die Robespierristen auf ihre Verhaftung warteten, hielt Collot d’Herbois in seiner Funktion als Präsident des Nationalkonvents eine Rede, in der er den Sturz Robespierres rechtfertigte: Er kündigte einen „detaillierten Bericht“ über die neuerliche „Verschwörung“ an, von der er behauptete, es sei leicht zu erkennen, dass da „etwas zugunsten der besiegten Despoten“ vorbereitet worden sei. Zugleich machte er dem Jakobinerclub ein Friedensangebot, mit dem der sein Gesicht wahren konnte: Diejenigen, die am Vortag Robespierre unterstützt und ihn sowie Billaud-Varenne als Mitglieder des Wohlfahrtsausschusses angegriffen hätten, seien entweder keine wahren Jakobiner gewesen oder irregeführt worden. Gleichzeitig nutzte er die Gelegenheit, sich und die anderen Mitglieder des Wohlfahrtsausschusses gegen Robespierres Anschuldigungen zu verteidigen.
Nach den Verhaftungen stellte sich die Kommune von Paris auf die Seite Robespierres und ließ ihn und seine Anhänger aus den Gefängnissen befreien. Die Situation war völlig offen. Der Nationalkonvent erklärte Robespierre und seine Unterstützer daraufhin zu Gesetzlosen, womit sie außerhalb des Rechtsschutzes gestellt wurden. Ein Machtkampf um die Kontrolle der Pariser Sektionen entbrannte. Collot d’Herbois pendelte in dieser Nacht zwischen seiner Rolle als Präsident des Nationalkonvents und den Krisenbesprechungen im Wohlfahrtsausschuss. Als die aufständische Kommune den Nationalkonvent mit Kanonen bedrohte und Jean-Baptiste Coffinhal mit seinen Männern das Hôtel de Brionne, den Sitz des Sicherheitsausschusses, angriff, eilte Collot von den Sitzungen zurück in den Sitzungssaal des Nationalkonvents, wo er verkündete:

« Citoyens, voici l’instant de mourir à notre poste: des scélérats, des hommes armés ont investi le comité de sûreté générale et s’en sont emparés. »

„Bürger, dies ist der Moment, in dem wir auf unserem Posten sterben müssen: Schurken und bewaffnete Männer haben das Komitee für allgemeine Sicherheit besetzt und sich seiner bemächtigt.“

Die meisten Sektionen von Paris stellten sich schließlich auf die Seite des Nationalkonvents. Robespierre und seine engsten Anhänger wurden endgültig besiegt, verhaftet und am 10. Thermidor Jahr II (28. Juli 1794) als Gesetzlose ohne Gerichtsverfahren hingerichtet.

## Die post-thermidorianische Reaktion und ihre Folgen für Collot d’Herbois (1794–1795)
Nach dem Thermidor wurde die Regierung restrukturiert, und der Wohlfahrtsausschuss wurde entmachtet. Collot, Billaud-Varenne und Barère, die letzten Mitglieder des „Grand Comité“ erklärten am 15. Fructidor Jahr II (1. September 1794) offiziell ihren Rücktritt. Bereits zuvor hatten Gegner und ehemalige Verbündete des früheren Wohlfahrtsausschusses Propagandakampagnen gegen dessen Mitglieder gestartet. Am 9. Fructidor (26. August 1794) erschien eine Streitschrift mit dem Titel „La Queue de Robespierre, ou les Dangers de la liberté de la presse“ („Robespierres Schwanz oder die Gefahren der Pressefreiheit“). Hinter dem Pseudonym Féthémési verbarg sich Méfiée de la Touche, ein enger Verbündeter von Tallien. Die Schrift sorgte weniger wegen ihres Inhalts als vielmehr aufgrund ihrer Neuartigkeit für Aufsehen und wurde bald von schärferen Pamphleten übertroffen. Besonders Collot d’Herbois und Billaud-Varenne waren bevorzugte Angriffsziele.
Drei Tage später wurden sieben ehemalige Mitglieder des Wohlfahrtsausschusses – Billaud-Varenne, Collot d’Herbois, Barère, André Amar, Vadier, Jean-Henri Voulland und Jacques-Louis David – öffentlich beschuldigt. Der Nationalkonvent wies die Anschuldigungen zunächst zurück. Collot d’Herbois reagierte auf die Angriffe mit einem erneuten Appell an Eintracht und Versöhnung:

« … cette séance produira un grand bien ; elle empêchera les dénonciations de se renouveler Ce sont les dénonciations qu’il faut mettre en état d'arrestation […] Ne donnons plus lieu à aucun ressentiment ; ouvrons nos âmes au sentiment de la concorde et de l’union, prouvons à notre collègue qu’il s’est trompé, en faisant le bien chaque jour davantage […] et par là augmentons à tous moments dans son cœur le regret de nous avoir dénoncés. »

„… Diese Sitzung wird ein großes Gut bewirken; sie wird verhindern, dass sich die Denunziationen wiederholen. Es sind die Denunziationen, die unter Arrest gestellt werden müssen […] Geben wir keinen Anlass mehr zu Ressentiments; öffnen wir unsere Seelen für das Gefühl der Eintracht und der Einheit; beweisen wir unserem Kollegen, dass er sich geirrt hat, indem wir jeden Tag mehr Gutes tun […] und erhöhen wir dadurch in seinem Herzen zu jeder Zeit das Bedauern, uns denunziert zu haben.“

Diese Aktionen waren Teil einer umfassende Säuberung der politischen Institutionen durch die Convention nationale. Der Einfluss der Jakobiner und Montagnards wurde systematisch zurückgedrängt, während die politischen Gegner der Regierung des Jahres II, darunter viele ehemalige Girondisten, Dantonisten und gemäßigte Republikaner, in die Politik zurückkehrten. Dabei wurden zuerst die jakobinischen Netzwerke zerschlagen, indem die jakobinischen Clubs geschlossen wurde. Es wurden gesetztliche Maßnahmen gegen die ehemalige Unterstützer der Regierung des Jahres II veranlasst, so wurden viele frühere Beamte, Richter und Mitglieder der Revolutionskomitees verhaftet. Jakobiner und Montagnards wurden zunehmend Opfer von öffentlichen Demütigungen, Übergriffen und Morden durch royalistische Milizen und gemäßigte Republikaner. Besonders berüchtigt wurde in dieser Phase die sogenannte „Jeunesse dorée“ („goldene Jugend“), eine Gruppe junger Royalisten und gemäßigter Republikaner, die sich nach Thermidor formierte und Paris, Lyon, Marseille, Bordeaux und anderen Städten Jakobiner und Sans-Culottes angriffen, zusammenschlugen oder ermordeten. Die Jeunesse dorée wurde von Tallien, Fréron und anderen Thermidorianern geduldet und indirekt unterstützt, da ihre Angriffe dazu beitrugen, die verbliebenen Jakobiner einzuschüchtern und deren politischen Einfluss zu zerstören. Diese brutalen Angriffe auf Jakobiner waren Teil einer breiteren politischen Kampagne, die darauf abzielte, die Revolution zu „säubern“ und die radikal-demokratischen Errungenschaften der Jahre 1792–1794 rückgängig zu machen.
In diesem Klima eskalierten auch die Denunziationen und Verleumdungen gegen die ehemaligen Mitglieder des Wohlfahrtsausschusses und des Sicherheitsausschusses. Am 12. Vendémiaire Jahr III (3. Oktober 1794) erhob Legendre, ein enger Freund Dantons, neue Anschuldigungen gegen vier der sieben bereits belasteten Mitglieder Collot d’Herbois, Billaud-Varenne, Barère und Vadier. Die drei Abgeordneten ergriffen nacheinander das Wort, um sich zu verteidigen. Carnot und Prieur solidarisierten sich sofort mit ihnen und erinnerten an die kollektive Verantwortung aller Mitglieder des Wohlfahrtsausschusses sowie des Nationalkonvents selbst. Doch diesmal wurde der Angriff nicht als Verleumdung abgetan, sondern führte zur Einsetzung einer zwölfköpfigen Untersuchungskommission. Dies verstärkte die Hetzkampagne gegen die ehemaligen Jakobiner noch weiter. In den Monaten nach Fructidor kam es zu einer regelrechten Explosion an Schmähschriften, die in Paris in großer Zahl verbreitet wurden.
Parallel zu den verbalen Angriffen gegen die ehemaligen Mitglieder des Comité de salut public begannen bald auch physische Bedrohungen. Am 8. November 1794 versammelte sich eine Gruppe von fast zweihundert Personen unter den Fenstern von Collot d’Herbois’ Wohnung. Einige versuchten, die Tür des Hauses gewaltsam aufzubrechen, während sie riefen: „Nieder mit den Jakobinern, den Blutsaugern! Nieder mit Barère, Collot und Billaud!“ Am nächsten Tag wurden Collot d’Herbois und Billaud-Varenne, als sie durch die Galerien des Palais-Royal schlenderten, erneut beschimpft und verfolgt.
Trotz der wachsenden Bedrohung veröffentlichte Collot d’Herbois mehrere Verteidigungsschriften, doch die Offensive gegen die letzten Jakobiner war bereits in vollem Gange. Ziel war es, die neuen Machthaber von der Politik des Jahres II abzugrenzen und reinzuwaschen. Am 7. Nivôse Jahr III (27. Dezember 1794) übergaben die Ausschüsse die Angelegenheit an eine Kommission mit 21 Mitgliedern, die die Anklagen gegen Collot d’Herbois, Billaud-Varenne, Barère und Vadier prüfen sollte. Diese Kommission benötigte zwei Monate, um die erforderlichen Unterlagen zusammenzutragen, bevor ihr Berichterstatter Saladin am 12. Februar 1795 die Schlussfolgerungen vorlegte. Trotz der Verteidigung durch einige Abgeordnete wie Carnot wurde deutlich, dass die vier Männer – ähnlich wie zuvor Robespierre – zu Sündenböcken für die Notstandspolitik der Kriegsjahre gemacht wurden. Der Nationalkonvent, der sich von dieser Vergangenheit reinwaschen wollte, ließ sie fallen.
Die vier Angeklagten wurden unter Hausarrest gestellt. Während der vier Wochen, die diese erste Inhaftierung dauerte, wurden sie strikt überwacht, da die Behörden eine Flucht fürchteten. Die Wachen, die Collot d’Herbois bewachten, wurden gerügt, weil sie von ihm Wein, Brot und Käse angenommen hatten.
Trotz der repressiven Atmosphäre wagten es viele Menschen, die Angeklagten zu besuchen und ihre Solidarität zu zeigen. Die Regierung wollte den Prozess daher rasch vorantreiben. Am 2. Germinal Jahr III (22. März 1795) begann die Verlesung der Anklagepunkte. Wieder verteidigten mehrere Abgeordnete die Angeklagten. Auffällig war jedoch das Schweigen von Fouché, Albitte und Laporte, die zuvor mit Collot in Lyon zusammengearbeitet hatten. Durch ihr Stillschweigen schoben sie ihm die alleinige Verantwortung für die repressiven Maßnahmen zu. Auch die Regierung schien von einer kollektiven Amnesie befallen zu sein, denn niemand erwähnte das Dekret des Nationalkonvents über die Zerstörung Lyons, das sie einst selbst verabschiedet hatte.
Während der Prozess lief, begann der Nationalkonvent jedoch zu fürchten, dass die Angeklagten wachsende Unterstützung erhielten. Diese Sorge wurde durch den Aufstand der Sansculotten am 12. Germinal (1. April 1795) bestätigt. Die Aufständischen forderten Brot, die Verfassung von 1793 und die Freilassung mehrerer tausend inhaftierter Patrioten, die seit dem 9. Thermidor gefangen gehalten wurden. Doch am Nachmittag des 12. Germinal wurden die Demonstranten von Bataillonen der gemäßigten Sektionen, unterstützt von der Jeunesse dorée und einigen regulären Soldaten, aus der Stadt vertrieben. Von diesem Moment an wurde der Prozess in aller Eile abgewickelt. Auf Vorschlag von André Dumont und Fréron (beide ehemals führende Terroristen) beschloss der Nationalkonvent die sofortige Deportation von Collot d’Herbois, Billaud-Varenne, Barère und Vadier (der mittlerweile geflohen war).
Am 2. April 1795, um halb eins Uhr nachts, tauchten ein Polizeiinspektor und der Polizeikommissar des Bezirks Tuileries bei Collot d’Herbois in der Rue de la Convention 375 auf, um ihm seine Deportation mitzuteilen und seine Papiere zu versiegeln. Collot d’Herbois leistete keinen Widerstand. Er hatte zehn Minuten, um sich von seiner Frau Anne Catherine zu verabschieden. Es blieb keine Zeit, Kleider oder persönliche Gegenstände einzupacken. Die Verurteilten wurden auf die Île d’Oléron gebracht, wo sie darauf warteten, nach Französisch-Guayana deportiert zu werden. Barère wurde im letzten Moment aus unbekannten Gründen begnadigt, während Collot d’Herbois und Billaud-Varenne auf getrennten Schiffen in die Strafkolonie von Cayenne verschifft wurden.

## Collot d’Herbois in Cayenne und sein Tod (1795–1796)
Nach ihrer Deportation nach Französisch-Guayana blieben Collot d’Herbois und Billaud-Varenne getrennt. Collot d’Herbois freundete sich mit dem jungen Kolonialverwalter Cointet an, der auf seinen Rat hin Reformen zur Verbesserung der Lebensbedingungen der Einheimischen in Erwägung zog. Unter anderem wollte er den früheren Sklaven Land zur Verfügung stellen, damit sie als Kleinbauern ein eigenständiges Auskommen hatten. Dieses Vorhaben stieß jedoch auf den erbitterten Widerstand der französischen Siedler, die es bevorzugt hätten, das System der Sklavenplantagen wieder einzuführen. Ihr Ziel war es, die ehemaligen Sklaven nicht nur ihrer Freiheit, sondern auch der Möglichkeit auf wirtschaftliche Unabhängigkeit zu berauben. Bald darauf wurde die enge Verbindung zwischen Collot d’Herbois und Cointet nach Paris berichtet – begleitet von der Warnung, dass solche Pläne einen Aufruhr unter den Einheimischen auslösen könnten. Tatsächlich berichteten einige französische Zeitungen über einen Aufstand für den Collot d’Herbois mitverantwortlich gewesen sein soll: „De Cayenne, que Collot d’Herbois s’y amuse à soulever les n… de la Colonie, & les armer contre les Blancs.“ Die Quellenlage zu diesen Ereignissen ist jedoch unklar, und der Forschungsstand bleibt diesbezüglich bisher lückenhaft.
Das Direktorium reagierte auf die Berichte und ersetzte Cointet durch den General La Gennetière als Gouverneur. Zudem wurde ein Vetter Dantons, Georges-Nicolas Jeannet-Oudin, als zusätzlicher Beauftragter entsandt. Die Ernennung Jeannets ließ für die beiden Verurteilten nichts Gutes erwarten, doch noch vor dessen Ankunft wurden beide schwer krank. Collot d’Herbois erkrankte an einem schweren Fieber, während Billaud-Varenne wohl an Dysenterie litt. Im Militärkrankenhaus in Cayenne begegneten sich die beiden Freunde das erste Mal seit der Deportation wieder.
Jean-Marie Collot d’Herbois verstarb am 20. Prairial an IV. (8. Juni 1796).
Billaud-Varenne schrieb zu den letzten Stunden seines Freundes und politischen Mitstreiters:

« […] Attaqué depuis trois mois par une violente dyssenterie, pendant qu’une fièvre maligne dévorait déjà Collot d’Herbois lui-même, étant ainsi tous les deux expirants, j’eus pour surcroit de douleurs l’affliction de voir, dans le lit à côté du mien, la mort précipiter sous la tombe ce compagnon trop à plaindre d’une infortune, prix assez ordinaire de l’austère intégrité et de l’immuable énergie du civisme. Le malheur qu’on partage ensemble paraît plus facile à supporter, et j’aurais ressenti encore plus vivement les cuisants regrets de cette perte, sans une réflexion lénitive qui vint les tempérer, car, condamné comme moi, à traverse un océan de misères, comment j’aurais-je pas trouvé le sort de Collot d’Herbois moins rigoureux, dès que, prenant pitié de ses peines, il l’en délivrait avec tant de célérité? »

„[…] Seit drei Monaten von einer heftigen Dyssenterie befallen, während ein bösartiges Fieber bereits Collot d’Herbois selbst verzehrte, und so beide im Sterben begriffen, wurde mein Schmerz noch durch den Kummer vergrößert, im Bett neben dem meinen den Tod zu sehen, der diesen allzu bemitleidenswerten Gefährten eines Unglücks unter das Grab stürzte, ein ziemlich gewöhnlicher Preis für die strenge Integrität und die unveränderliche Energie des Bürgersinns. Das Unglück, das man gemeinsam teilt, scheint leichter zu ertragen, und ich hätte die bittere Trauer über diesen Verlust noch stärker empfunden, wenn nicht ein mildernder Gedanke sie gemildert hätte, denn wie ich dazu verurteilt war, ein Meer von Elend zu durchqueren, wie hätte ich nicht das Schicksal von Collot d’Herbois weniger streng finden können, sobald er sich seiner Leiden erbarmte und ihn so schnell davon befreite?“

## Die „schwarze Legende“ Collot d’Herbois
Die Konstruktion sogenannter „légendes noires“ war eine gängige Praxis der politischen Propaganda im späten 18. Jahrhundert. Die Vehemenz, mit der Jean-Marie Collot d’Herbois nicht nur in der thermidorianischen Propaganda, sondern auch in der Historiographie des 19. Jahrhunderts und im kollektiven Gedächtnis zu einer Karikatur degradiert worden sei, steht nach Ansicht des Historikers Michel Biard in engem Zusammenhang mit seinem sozialen Hintergrund als Schauspieler. Bereits 1791, als Schauspieler gerade erst Bürgerrechte erhielten, wurde Collot in royalistischen und girondistischen Schmähschriften diffamiert, seine Vergangenheit als „Schmierenkomödiant“ oder „schlechter Schauspieler“ betont und über sein angeblich theatralisches Auftreten gespottet. Da er im Gegensatz zu vielen anderen führenden Revolutionären keine akademische Bildung besaß, wurde er als ungebildet und geradezu debil hingestellt – Behauptungen, die sich anhand seiner Theaterstücke und Reden leicht widerlegen lassen. Ziel war es, seine Glaubwürdigkeit als politischer Redner zu untergraben und zu suggerieren, dass ein Mann seiner Herkunft in der Politik nichts zu suchen habe. Nach Thermidor wurde diese Propaganda intensiviert, um die Säuberungen der Regierung von Jakobinern und Montagnards zu rechtfertigen. Mit der Zeit wurde die tatsächliche Person hinter diesen Legenden und Karikaturen von der auf dieser Propaganda basierenden Historiographie fast vollständig verschleiert.
Collot d’Herbois wurde in der Geschichtsschreibung für lange Zeit zur „persona non grata“. Während andere Revolutionäre, darunter Danton oder Robespierre, kontroverse, aber differenzierte Betrachtungen erfuhren, wurde Collot entweder ignoriert oder negativ dargestellt. Dadurch wurde einer der wichtigsten Redner und Politiker der Französischen Revolution aus dem Gedächtnis mehr oder weniger gelöscht, wenn er nicht gerade in kulturellen Produktionen wie Wajdas Danton oder der BBC-Dokumentation Terror – Robespierre and the French Revolution als groteske Nebenfigur, geprägt von Exzessen, Grausamkeit und Trunksucht einen Kurzauftritt hat. Eine Ausnahme stellt seine Darstellung in Stellio Lorenzis La Terreur et la Vertu dar.
Erst ab den späten 1980er Jahren wurden differenziertere Untersuchungen veröffentlicht, insbesondere durch den australischen Historiker Paul Mansfield und den französischen Revolutionsspezialisten Michel Biard. Durch neue Quellen und eine sorgfältige Analyse gelang es Biard, das verzerrte Bild von Collot d’Herbois zu dekonstruieren, ohne dabei in eine einseitige Rehabilitation zu verfallen.
So entpuppt sich eine der zentralen Legenden, die sogenannte „légende des sifflets“ als reine Erfindung. Dabei wurde behauptet, Collot sei während seiner Zeit als Schauspieler in Lyon regelmäßig von den Zuschauern ausgepfiffen und gedemütigt worden. Daher sei er nach der Niederschlagung des Aufstands in Lyon (1793) nicht hauptsächlich im Auftrag der Convention in die Stadt gereist, sondern um die Bewohner aus privater Rache für ihre frühere Missachtung brutal zu bestrafen. Zahlreiche zeitgenössische Quellen bezeugen allerdings Collot d’Herbois’ Erfolg in Lyon sowohl als Schauspieler wie auch als Theaterdirektor. Er reiste zudem nicht freiwillig nach Lyon, sondern wurde vom Comité de salut public entsandt, insbesondere auf Drängen Robespierres, der auf Collots Ortskenntnisse und Loyalität vertraute.

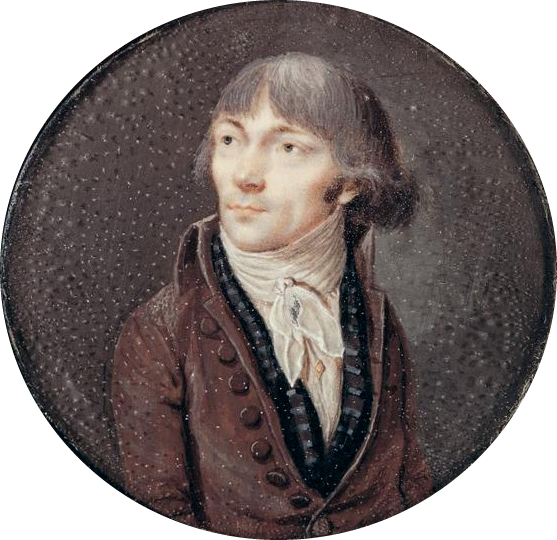
Jean-Marie Collot d’Herbois, Miniatur, unbekannter Maler

Die Massenhinrichtungen von Brotteaux am 14. und 15. Frimaire Jahr II (4./5. Dezember 1793) wurden zur zentralen Anklage gegen Collot d’Herbois und zur Grundlage für die nachhaltige Schande, die über sein Andenken ausgegossen wurde. Unter dem Eindruck dieser achtundvierzig Stunden wurde nicht nur seine politische Karriere, sondern auch sein gesamtes Leben vor 1789 beurteilt. Dennoch gibt es keinerlei Hinweise, dass Collot bei den Massakern vor Ort anwesend war. Selbst der ihm feindlich gesinnte Abbé Guillon de Montléon bestätigte, dass Collot nicht persönlich anwesend war. Die Revolutionskommissionen, die für die Urteile und Hinrichtungen verantwortlich waren, handelten mit großer Autonomie. Es bleibt unklar, ob die Gesandten in Lyon im Voraus über die genauen Maßnahmen informiert waren. Wahrscheinlich erhielten sie sehr wohl im Voraus Berichte und ließen den Kommissionen freie Hand. Ebenso wahrscheinlich ist es jedoch, dass sie den Abbruch der Hinrichtungen nach zwei Tagen anordneten, da die Methode zu ineffizient und zu brutal war.
Collot d’Herbois handelte während seiner gesamten politischen Laufbahn im Auftrag der Republik und stellte sich auch nach Thermidor nie gegen die Regierung. In seinen Verteidigungsschriften verteidigte er die in Lyon ergriffenen Maßnahmen. Dabei wollte er wohl auch die Mitglieder der Revolutionskommissionen schützen, die vor Ort die Urteile gefällt hatten. Obwohl viele Thermidorianer ihre eigenen Entscheidungen aus dem Jahr II zurückwiesen und frühere Mitstreiter verleugneten, blieb Collot d’Herbois seinen Überzeugungen treu und stellte sich auch nicht im Rückblick gegen die radikal-republikanische Politik des Jahres II.
Weder für Trunksucht noch für sexuelle Devianz, ständige Streitsucht oder Unzuverlässigkeit lassen sich in den Quellen Hinweise finden. Im Gegenteil: Zeitgenössische Berichte zeigen Jean-Marie Collot d’Herbois als effizienten, ehrlichen und kompromissbereiten Arbeiter, sei es als Schauspieler, Theaterdirektor, Bühnenautor oder Mitglied der Regierung. Auch wenn er als Sohn eines armen Goldschmiedes keine Akademie besucht hatte, war er ein homme de lettres – gebildet und redegewandt. Seine umfassende Bildung eignete er sich weitgehend autodidaktisch an, durch intensives Lesen, Schreiben und intellektuellen Austausch in Theater- und politischen Kreisen. Collot d’Herbois zeichnete sich nicht nur durch seine politische Aktivität aus, sondern auch durch seine scharfsinnigen Reden und seine Theaterstücke, die gesellschaftliche Fragen aufgriffen und Debatten anregten. Die Vorstellung, er sei lediglich ein unkontrollierter Fanatiker oder roher Demagoge gewesen, lässt sich durch keine Quelle belegen. Er gehört zudem zu den Politikern des Jahres II, die ihren radikal-republikanischen Prinzipien bis zum Ende treu blieben – im Guten wie im Schlechten.
Wie der Historiker Michel Biard formuliert: „Mais entre les mythes et les réalités subsistent, fort heureusement, les archives.“

## Collot d’Herbois in Theaterstücken, Filmen und Comics
- The Danton Case (1929), Theaterstück von Stanisława Przybyszewska
- Dantons Tod (1835), Theaterstück von Georg Büchner
- La Terreur et la Vertu (1964), Regie: Stellio Lorenzi, Drehbuch: Stellio Lorenzi, Alain Decaux, Collot d’Herbois: William Sabatier
- Saint-Just et la Force des choses (1974), Regie: Pierre Cardinal, basierend auf Albert Olliviers Buch, Collot d’Herbois: Henri Czarniak
- Danton (1983), Regie: Andrzej Wajda, Drehbuch: Jean-Claude Carrière, Collot d’Herbois: Erwin Nowiaszek
- Die Französische Revolution (1989), Regie: Robert Enrico, Richard T. Heffron, Drehbuch: Robert Enrico, Richard T. Heffron, Daniel Boulanger, David Ambrose, Collot d’Herbois: Steve Kalfa
- Robespierre. Le Sphinx Mélancolique (2024), Comic, Szenario: Pierre Makyo, Zeichungen: Simone Gabrielli, Farbgebung: Alessandro Polelli
- Saint-Just (2022), Comic, Szenario: Noel Simsolo, Historische Beratung: Jean Tulard, Zeichnungen: Michael Malatini, Farbgebung: Arancia Studios

## Publikationen
- Lucie ou les parents imprudents. Paris 1777 (Digitalisat).
- Il y a bonne justice ou Le paysan magistrat. Marseille 1778 (Digitalisat).
  - Deutsche Übersetzung: Der Bauer als Richter. Frankfurt und Leipzig 1782 (Digitalisat).
- Les français a la grenade, ou L’impromptu de la guerre et de l’amour. Bordeaux 1780 (Digitalisat).
- La famille patriote ou La féderation. Paris 1790 (Digitalisat).
- L’inconnu, ou le préjugé nouvellement vaincu. Paris 1790 (Digitalisat).
- Adrienne ou le secret de famille. Paris 1790 (Digitalisat).
- Les porte-feuilles. Paris 1791 (Digitalisat).
- Le procès de Socrate ou le régime des anciens temps. Paris 1791 (Digitalisat).
- L’Almanach du Père Gérard. Paris 1791 (Reprint als Etrennes aux amis de la Constitution française, ou entretiens du Père Gerard avec ses concitoyens. Paris 1792), (Digitalisat 1, Digitalisat 2, Digitalisat 3).
  - Deutsche Übersetzung 1: Geist der französischen Konstituzion oder Almanach des guten Vater Gerhard. Paris 1792 (Digitalisat).
  - Deutsche Übersetzung 2: Haus- und Dorfkalender des alten Vaters Gerhard eines fränkischen Landmanns für das vierte Jahr der Freiheit, nach Christi Geburt 1792. Strasburg o. J. (Digitalisat).
- Rede vor dem Jakobinerclub am 14. Oktober 1792. (Digitalisat).

### Collot d’Herbois und der Wohlfahrtsausschuss
- Michel Biard: Collot d’Herbois : Légendes noires et Révolution. Presses Universitaires de Lyon, Lyon 1995, ISBN 2-7297-0512-0, digitalisierte Version (Open Access).
- Michel Biard: En finir avec Robespierre et ses amis. Juillet 1794 – Octobre 1795. Paris 2021.
- Michel Biard, 1793: Le siège de Lyon. Entre mythes et réalités. Clermont-Ferrand 2013.
- Michel Biard: Missionnaires de la République. Paris 2015.
- Marc Bouloiseau: La République jacobine. 10 août 1792–9 thermidor an II. Paris 1972.
- Paul Mansfield: Collot d’Herbois in the Theatre of the Old Regime : homme de lettres or „poor hack“. No. 2, Vol. 27, S. 107–120.
- Paul Mansfield: The repression of Lyon, 1793–4 : origins, responsability and significance. In: French History, 1988, S. 74–101.
- Paul Mansfield: The management of Terror in Montagnard Lyon, Year II. In: European History Quarterly, octobre 1990, S. 465–496.
- Paul Mansfield: Collot d’Herbois in the Committee of Public Safety: A revaluation. In: The English Historical Review, Jul. 1988, Vol. 103, No. 408 (Jul. 1988), S. 565–587.
- Peter Bruce: Jean-Marie Collot d’Herbois dans son théâtre prérévolutionnaire. Sidney 1998, Dissertation.
- Max Fuchs: Collot d’Herbois comédien. In: La Révolution française, 1926, tome 79.
- R. R. Palmer: Twelve who ruled. The year of Terror in the French Revolution. Princeton 1989.
- Colin Jones: 24 hours in revolutionary Paris. The Fall of Robespierre. Oxford 2023.
- Bernard Gainot: Dictionnaire des membres du comité de Salut Public. Paris 1990.
- Édouard Herriot, Lyon n'est plus. Jacobins et modérés, Paris 1937.

### Schwarze Legenden
- Nathalie Grande, Chantal Pierre: Légendes Noires, Légendes Dorées ou comment la littérature fabrique l’histoire (XVIIe–XIX siècle). Rennes cedex 2018.
- Jean-Clément Martin: La machine à fantasmes. Relire l’histoire de la Révolution française. Paris 2012.
- Marc Belissa, Yannick Bosc: Robespierre. La fabrication d’un mythe. Paris 2013.

### Einordnung der Terreur
- Michel Biard, Hervé Leuwers: Visages de la Terreur. L’exception politique de l’an II. Paris 2014.
- Michel Biard, Marisa Linton: Terreur. La Révolution française face à ses démons. Paris 2020.
- Annie Jourdan: Nouvelle Histoire de la Révolution française. Paris 2018.
- Marisa Linton: Choosing Terror. Virtue, Friendship, and Authenticity in the French Revolution. Oxford 2013.
- Erica Mannucci: The roles of Stereotypes on Terror and the French Revolution. In: Terror and its Representation, Montpellier 2008.
- Jean-Clément Martin: Violence et Révolution. Essai sur la naissance d’un mythe nationale. Paris 2006.
- Jean-Clément Martin: Les échos de la Terreur. Vérités et mensonge d’État 1794–2001. Paris 2018.
- Jean-Clément Martin: Les politiques de la Terreur. 1793–1794. Rennes 2008.
- Jean-Clément Martin: La Terreur dans la loi, à propos de la collection Baudouin In: Annales historiques de la Révolution française, octobre décembre 2014, 378, S. 97–108.
- Timothy Tackett: The coming of the Terror in the French Revolution. Harvard 2015.